# خطر آگاهانه توافقی

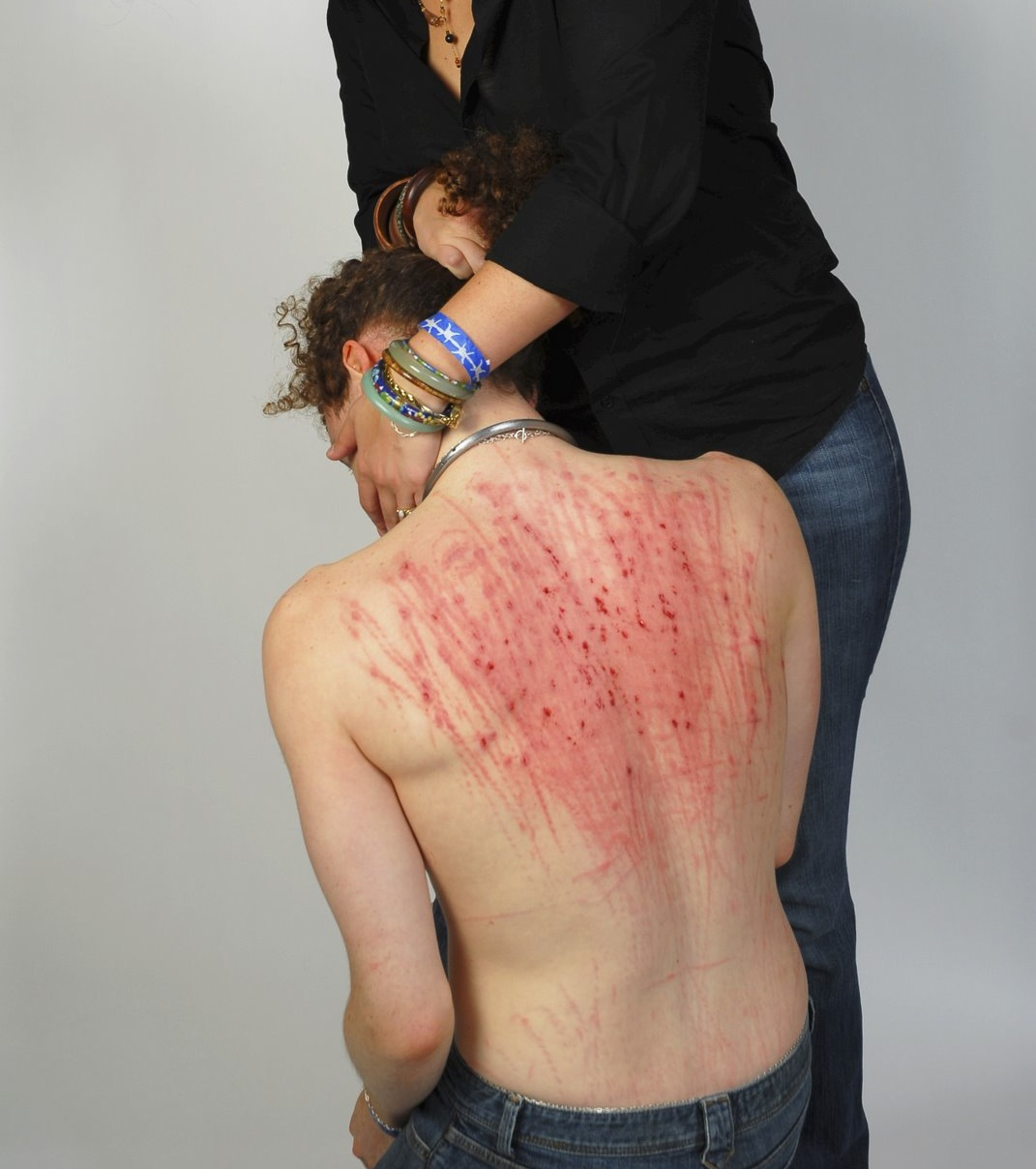
فردی سلطه‌پذیر پس از آنکه پشتش از شدت شلاق آسیب دیده، توسط میسترس خود تسلیت می‌یابد.

خطر آگاهانه توافقی (به انگلیسی: Risk-aware consensual kink) گاهی توسط فعالان بی‌دی‌اس‌ام استفاده می‌شود و دیدگاهی را توصیف می‌کند که در آن انجام برخی از رفتارهای جنسی پرخطر، تا جایی که شرکت کنندگان از خطرات آن آگاه باشند، مجاز دانسته می‌شود یا دست کم نسبت به آن سهل‌گیری می‌گردد. این عمل عموماً بر خلاف آنچه که در بی دی اس ام به عنوان ایمن، عاقلانه و مورد توافق در نظر گرفته می‌شود، است.